# Podnik na Pigalle
Podnik na Pigalle (v originále L'amour est une fête) je francouzský hraný film z roku 2018, který režíroval Cédric Anger podle vlastního scénáře. Snímek měl premiéru 19. září 2018.

## Děj
Paříž roku 1982. Franck a Serge vedou peep show jménem Le Mirodrome ve čtvrti Pigalle. Protože mají dluhy, rozhodnou se najít jiný druh obživy a začnou natáčet krátké pornografické filmy se svými tanečnicemi. Jejich rychlý úspěch však vyvolá závist jejich konkurentů. Jednoho večera vtrhnou do podniku maskovaní muži a zničí ho. Ti však netuší, že Franck a Serge jsou ve skutečnosti Martin a Georges, tajní policisté. Jejich nadřízení je pověřili vyšetřováním praní špinavých peněz v pařížském pornoprůmyslu, především producenta Maurice Vogela.

## Obsazení
| Guillaume Canet          | Martin, alias Franck    |
| Gilles Lellouche         | Georges, alias Serge    |
| Michel Fau               | Maurice Vogel           |
| Camille Razat            | Virginie, alias Caprice |
| Xavier Beauvois          | Henri Pachard           |
| Elisa Bachir Bey         | Mélissa                 |
| Marilyn Jess             | Nadine                  |
| Joséphine de La Baume    | Linda                   |
| Quentin Dolmaire         | Vincent                 |
| Clémentine Baert         | Nathalie                |
| Xavier Alcan             | Baccardi                |
| Louis-Do de Lencquesaing | majitel zámku           |
| Jean-Louis Barcelona     | Opičák                  |
| Matthieu Dessertine      | Marc                    |
| Jade Laroche             | Lola Herrera            |
| Marc Brunet              | Georges Chalvat         |
| Alban Ceray              | Michel                  |
| Marilyn Jess             | Nadine                  |
| Guillaume Verdier        | Lionel                  |
| Frédéric Merlo           | Robert, velitel         |
| Jean Abeillé             | Vogelúv otec            |
| Lucie Debay              | Alex                    |
| Antonythasan Jesuthasan  | Hakim                   |